# O Fado
O Fado (El Fado) es un cuadro del pintor portugués José Malhoa, creado en 1910. Pintura al óleo sobre tela, mide 150 cm de altura y 183 cm de ancho.
El cuadro se encuentra en el Museo del Fado, temporalmente cedido por el Museo da Cidade en Lisboa.
José Malhoa pintó dos versiones del cuadro: una en 1909 y otra en 1910. La primera vez que fueron presentadas juntas, una al lado de la otra, fue en la exposición El Fado de 1910, que tuvo lugar en la Sociedad Nacional de Bellas Artes en Lisboa en 2010.
El cuadro de 1909 es hoy propiedad de la familia del empresario Vasco Pereira Coutinho.
En las obras se retrata a Amâncio, famoso marginal (o "fadista", entonces sinónimo) del barrio de Mouraria a quien llamaban "pintor" (y por eso en el barrio llamaban a Malhoa el "pintor fino"), y Adelaide, mujer de mala vida, conocida como Adelaide da Facada (es decir, "de la puñalada": exhibía en el rostro una cicatriz de navaja).
Para concluir la obra, el pintor tuvo que acudir al Gobierno Civil a mover influencias para liberar de la celda a Amâncio, un violento agitador, tuvo que contener el temperamento del "pintor" de Mouraria cuando se inclinaba hacia Adelaide, tuvo que complacerle algunos caprichos, sobre todo púdicos.
Sin Amâncio cerca, como cuando estaba preso, por ejemplo, Malhoa desnudaba los hombros y hasta un seno a Adelaide; los celos airosos de Amâncio fueron llevando al artista a subir la tira del camisón de Adelaide.
Malhoa invitó a su estudio a los habitantes del barrio de Mouraria y a figuras de la elite para opinar sobre la obra.
Incluso el rey D. Manuel sugirió algunas alteraciones a la pintura. Así, inicialmente Adelaide tenía muchos tatuajes, lo cual era muy poco común para la época, y se sugirió que fueran retiradas. A la final solamente quedó uno muy pequeña en una de sus manos.
La pintura fue muy mal recibida por la crítica por retratar aquella cosa menor del fado: la marginalidad. Comenzó por recibir reconocimiento en el extranjero.
La obra fue expuesta por primera vez en 1910 en la Exposición Internacional de Arte del Centenario de la República Argentina, en Buenos Aires, con el título Bajo el Encanto. Obtuvo la Medalla de Oro.
En enero de 1912, O Fado fue presentado por primera vez en Portugal, en la ciudad de Porto.
Enseguida se exhibió en el Salón de París, con el título Sous le Charme (Sobre el encanto) y, posteriormente, en Liverpool, con el título The Native Song.
En 1915 obtuvo el Grand Prize en la Perú-Pacific International Exposition, evento realizado en la ciudad de San Francisco con ocasión de la apertura del Canal de Panamá.
No fue expuesta por primera vez en Lisboa sino en 1917 para la 14.ª Exposición de la Sociedad Nacional de Bellas Artes.
En la secuencia de esta última exposición, la pintura fue adquirida por la Cámara Municipal de Lisboa y fue ubicada en el salón noble de los Palacios del Municipio, entonces Salón de Sesiones, donde permaneció hasta ser integrado en la exposición permanente del Museo de la Ciudad.